# Намятов, Александр Кириллович
Александр Кириллович Намятов — советский хозяйственный, государственный и политический деятель, Герой Социалистического Труда.

## Биография
Родился в 1925 году в деревне Вязовка в крестьянской семье. Член КПСС.
Участник Великой Отечественной войны. Награжден орденом Отечественной войны II степени (06.04.1985).
С 1943 года — на хозяйственной, общественной и политической работе. В 1943—1986 гг. — комбайнёр колхоза в селе Краснополянском, комбайнёр колхоза «Октябрь» Байкаловского района Свердловской области.
Указом Президиума Верховного Совета СССР от 8 апреля 1971 года присвоено звание Героя Социалистического Труда с вручением ордена Ленина и золотой медали «Серп и Молот».
Умер в Вязовке после 1985 года.